# Senioria de Ibelin

Senioria de Ibelin a fost un stat cruciat în Palestina creat de Folque d'Anjou, regele Ierusalimului în urma confiscării comitatului de Jaffa pentru a răsplăti serviciile cavalerului său Barisan. Senioria, în special după construirea fortăreței Ibelin în 1241, devine un avanpost important al Regatului de Ierusalim în calea Fatimizilor, de aceea a fost încredințat unei familii devotată coroanei.
Ibelin este seniorie vasală conților de Jaffa și leagăn al unei familii care a dat numeroase personalități militare în perioada Cruciadelor: Familia d'Ibelin.

## Amplasare geo-politică
Localitatea Yebna, în plasamentul din secolul  al XI-lea, se situa pe un deal nisipos la 19-20 km sud de Jaffa, pe drumul spre Ascalon. Fiind apropiat de mare (la numai 6 km de țărm) avea anexat și un port (azi denumit Mina Rubin) despre care se spunea că ar fi mai mare chiar de cât cel al Jaffei. Mica seniorie, compusă din castelul numit de francezi Ibelin, orașul Yebna, portul și pământul anex, era situată la extremitatea sudică a Regatului de Ierusalim, având vecini: la sud statul Fatimizilor, la vest Marea Mediterană, iar la nord și est comitatul Jaffa și senioriile Montgisard și Ramla.

## Istoric
Localitatea Yebna a fost cucerită în timpul primei cruciade și a fost inclusă în comitatul de Jaffa până la rebeliunea baronilor din regat din 1135 condusă de contele Hugues II du Puiset când i-a fost confiscat fieful ca urmare a drepturilor feudale pe care le avea suzeranul.
Ca răsplată pentru bravura și fidelitatea sa față de rege, conetabilul contelui de Jaffa, cavalerul Barisan este investit cu Yebna, apoi, după construirea fortificației i se dă în apărare cu titlul de senior. Noul senior securizează cu succes sudul regatului de invaziile anuale ale fatimizilor din sud, apoi după căderea Ascalonului în 1153 importanța strategică a senioriei scăzând temporar.
Bătălia de la Hattin marchează pierderea senioriei pentru aproape 40 de ani în favoarea musulmanilor, fiind reluată de Jean "Bătrânul senior de Beirut" în campania din 1229, apoi după moartea sa, senioria este reintegrată comitatului de Jaffa.
Yebna și castelul Ibelin sunt pierdute definitiv în 1268 când sultanul mameluc Bairbas I recucerește aproape toate pământurile Regatului de Ierusalim.

## Seniorii de Ibelin
| c1134/1141-1151 | Barisan d'Ibelin  |
| 1151-1170       | Hugues d'Ibelin   |
| 1170            | Baudouin d'Ibelin |
| 1170-1187       | Balian d'Ibelin   |
| 1229-1236       | Jean d'Ibelin     |